# 표기법
표기법은 다음과 같은 의미가 존재한다.
- 외래어 표기법: 대한민국의 국립국어원이 정한, 다른 언어에서 빌려온 어휘(차용어) 및 들어온 언어 (외래어)를 한글로 표기하는 규정
- 국어의 로마자 표기법: 한국어를 로마자로 표기하는 방법의 대한민국 표준
- 매큔-라이샤워 표기법: 한국어 로마자 표기법의 하나
- 브라-켓 표기법: 양자역학에서 양자 상태를 표현하는 표준 표기법
- 점근 표기법: 어떤 함수의 증가 양상을 다른 함수와의 비교로 표현하는 수론과 해석학의 방법
- 한국어 로마자 표기법
- 훈령식 로마자 표기법
- 헵번식 로마자 표기법
- 광둥어 예일 로마자 표기법
- 포사이스 에드워즈 표기법: 체스 표기법의 하나
- 일본어 로마자 표기법
- 카멜 표기법
- 로마자 표기법
- 웨이드-자일스 표기법
- 역사적 가나 표기법: 일본어를 가나로 표기하는 방법의 하나
- 아인슈타인 표기법: 수학의 선형대수학을 물리학에 응용하면서 좌표계에 관한 공식을 다룰 때 유용한 표기 규칙
- 커누스 윗화살표 표기법: 도널드 커누스가 1976년에 개발한 아주 큰 수를 표기하는 방법
- 콘웨이 다면체 표기법
- 예일 로마자 표기법: 제2차 세계 대전 중에 미군이 동아시아의 언어를 로마자로 표기하기 위해 만든 체계
- 콘웨이 연쇄 화살표 표기법: 존 호턴 콘웨이가 개발한 아주 큰 수를 표기하는 방법
- 상대 특수 가나 표기법: 나라 시대에 쓰인 《고사기》, 《일본서기》, 《만엽집》 등의 만요가나 문헌에서 사용된 상대 일본어에서의 가나 표기법
- 스테인하우스-모서 표기법: 특정한 매우 큰 수를 표현하는 표기법
- 차자 표기법: 한자의 음과 훈을 빌려, 한국어를 기록하던 표기법
- 김복문 로마자 표기법: ‘한국어 영어식 표기학회’의 회장인 김복문(金福文) 교수가 개발한, 한국어의 로마자 표기법
- 최영애-김용옥 중국어 표기법
- 21세기 로마자 표기법: 유네스코 사무국의 직원이었던 홍승목이 제안한 한국어 로마자 표기법
- 배커스-나우르 표기법
- 일본식 로마자 표기법
- 역폴란드 표기법: 연산자를 연산 대상의 뒤에 쓰는 연산 표기법
- 최영애-김용옥 표기법
- 폴란드 표기법
- 중위 표기법
- 최영애-김용옥 일본어 표기법
- 러시아어 로마자 표기법: 유엔에서 공식적으로 채택되어 사용되는 표기법
- 국어의 가나 문자 표기법: 한국어를 가타카나로 표기하는 방법
- 펠드하위스 표기법
- 버마어 로마자 표기법
- 스네이크 표기법
- 커틀러 묶음부호 표기법: 2004년 마크 커틀러가 만들어낸 매우 큰 수를 나타내는 수학기호
- UIC 동력차 표기법
- 헝가리안 표기법

## 같이 보기
- 제목에 "표기법" 항목을 포함한 모든 문서

| Disambiguation icon | 이 문서는 명칭이 같고 같은 종류에 속하는 여러 대상을 연결하는 색인 문서입니다. |